# Кирха Святого Петра (Торопец)
Кирха Святого Петра — бывшая лютеранская кирха в городе Торопец Тверской области. В настоящее время здание заброшено.
Построена в 1877 году эстонскими переселенцами — в XIX веке эстонцы были второй по численности этнической группой в городе. Длина здания составляет 27 метров, ширина — 12. Рядом располагалась колокольня. В конце XIX века кирха имела около 8000 прихожан, к ней были приписаны церковные здания в Великих Луках и других городах. Кирха была закрыта в 1930-е годы. С 1961 года в здании размещалась детская спортивная школа, именно благодаря этому здание кирхи сохранилось и почти не разрушилось.
В 2010-е годы рассматривался вопрос о установке на здании мемориальной доски.